# Mars (astrologie)

Astrologisch symbool

Mars () is in de westerse astrologie de heerser van Ram en de traditionele heerser van Schorpioen vóór de ontdekking van Pluto.
Het symbool voor Mars lijkt op een pijl die uit een cirkel omhoogschiet, wat duidt op agressie, verdediging en seksualiteit. Het stelt het schild en de speer voor van de Romeinse god Mars. Hetzelfde teken wordt in de biologie gebruikt om er het mannelijk geslacht mee aan te duiden en het is tevens het symbool voor ijzer.
De omloop van Mars rond de zon duurt ongeveer 1 jaar en 321 dagen waardoor hij gemiddeld bijna twee maanden doorbrengt in elk teken. In die perioden heeft hij volgens de astrologische regels een stimulerende, activerende invloed op het levensgebied dat die planeet en dat huis vertegenwoordigt. Zijn 'daghuis' is Ram en zijn 'nachthuis' is Schorpioen. Traditioneel wordt Mars in de middeleeuwse astrologie ook als een malafide planeet beschouwd die strijd, ruzies en oorlogen brengt.
Behalve met strijd wordt Mars ook geassocieerd met energie, daadkracht en mannelijkheid, alsook een neiging tot egocentrisme en verzet tegen elke vorm van autoriteit. Op individueel vlak vertelt deze planeet meer over iemands daadkracht, energie, moed, zelfverzekerdheid en de mate waarin de persoon initiatieven zal durven nemen. Op emotioneel vlak kan een sterke Mars in iemands horoscoop (volgens de astrologische correspondenties) een indicatie zijn voor weinig consideratie en tactloosheid, maar ook eerlijkheid, ondernemingszin en avontuurlijkheid. Mars staat volgens de leer van de humores voor een cholerisch temperament en als fysieke correspondenties noemt Claudius Ptolemaeus onder meer het hoofd (en migraines), de galblaas, de geslachtsorganen. Verder symboliseert Mars alle hete en droge dingen, wat bijvoorbeeld van belang is bij het zoeken van verloren geraakte voorwerpen die de astroloog met het opstellen van een uurhoekhoroscoop probeert terug te vinden.
In de astrologie wordt aan de terugkeer van Mars op dezelfde positie als in de geboortehoroscoop geïnterpreteerd als een toevoer van energie op het levensgebied dat door het huis waar Mars door transiteert gesymboliseerd wordt. Met harde aspecten zoals vierkant en oppositie, zo luidt de theorie, moet die dag of week ook voorzichtigheid in acht worden genomen.

## Correspondenties
- Heerser van Ram en Schorpioen, in vernietiging in Weegschaal en Stier, in verhoging op graad 28 van Steenbok, in val in Kreeft[1] Heerser van het eerste en achtste huis.
- Klassiek:[2] Mannelijke, nachtelijke planeet, van nature heet en droog, cholerisch en vurig, brengt kleiner kwaad, aanstoker van ruzie, strijd en oorlog. In de strijd onoverwinnelijk, uitdagend, onredelijk, gehoorzaamt niemand. Indien slecht geplaatst (in de horoscoop) wordt hij een slachter, zonder bescheidenheid, een moordenaar en dief, verrader, onmenselijk, obsceen, gehaast, onderdrukkend. Gemiddelde gestalte, sterk lichaam en stevige beenderen, eerder slank, rond gezicht, rood of gelig haar, vaak krullend, een actieve en onbevreesde man. 
  - Beroepen: soldaten, generaals, artsen, apotheken, chirurgen, slagers, kleermakers, kappers, alchemisten, koks, timmerlieden
  - Kleuren: rood, geel, vurig en blinkend. Smaken die bitter, scherp en brandend zijn.
  - Planten: roodachtig, scherpe getande bladeren, groeien op droge plaatsen, bijvoorbeeld netel, distel, duivelsmelk, peper, radijs
  - Dieren: panter, gier, vos, paard, geit, mastiff, wolf, vlieg, beer, valk, raaf, uil, kraai
  - Plaatsen: smidse, ovens, slachthuizen, schoorstenen, overal waar steenkool e.d. wordt verbrand.
  - Mineralen: ijzer, arseen, zwavel
  - Dag: dinsdag
- Modern: Energie, het mannelijk principe, wilskracht, moed, vastberadenheid, vechtlust[3]